# WWE No Mercy
 Der er for få eller ingen kildehenvisninger i denne artikel, hvilket er et problem. Du kan hjælpe ved at angive troværdige kilder til de påstande, som fremføres i artiklen.

No Mercy var et pay-per-view-show inden for wrestling produceret af World Wrestling Entertainment. Det var ét af organisationens månedlige shows og blev afholdt i oktober fra 1999 til 2008. Der blev dog afholdt et No Mercy-show i april 1999 i Manchester, Storbritannien, men allerede samme år blev showet til et fast pay-per-view-show i oktober. I 2009 blev pay-per-view-showet erstattet af WWE's Hell in a Cell.
I forbindelse med WWE's brand extension blev showet gjort eksklusivt til SmackDown-brandet i 2003. Siden 2007 har alle WWE's pay-per-view-shows været "tri-branded", hvilket betyder, at wrestlere fra alle tre brands (RAW, SmackDown og ECW) deltager i organisationens shows. 
Selvom WWE er kendt for at vælge populært pop- og rockmusik som temasange til dets pay-per-view-shows, har No Mercy nogle gange dets egen temamusik produceret af WWE's musikproducer Jim Johnston. Han lavede sangen No Mercy, og den debuterede i showet i 2002, og en remixet version blev også brugt i 2004 og 2006. I 2007 blev sangen igen brugt – denne gang med anderledes instrumentation og en anden forsanger. 
| Sport | Spire Denne artikel om sport er en spire som bør udbygges. Du er velkommen til at hjælpe Wikipedia ved at udvide den. |